# V.92
V.92 – standard komunikacji sieciowej między modemami telefonicznymi rozszerzający możliwości V.90, prędkość pobierania pozostała taka sama, jak w poprzednim standardzie (56 kb/s), lecz przyśpieszono prędkość wysyłania danych, modem może osiągnąć maksymalnie 48 kb/s przy wysyłaniu danych poprzez linię telefoniczną.
Standard ten wprowadzony został po raz pierwszy w sierpniu 1999 roku, podczas gdy pierwszy modem, obsługujący ów standard, ukazał się w sprzedaży dopiero w 2001 roku.

## Nowe funkcje

### Szybkie Łączenie
(ang. Quick Connect) Funkcja ta zmniejsza czas ustanawiania połączenia między modemem a ISP do około 10 sekund, zamiast ponad 20 sekund. Szybkie łączenie działa na zasadzie przeszkolenia modemu klienta podczas pierwszego połączenia; po czym dane analogowe i cyfrowe przechowywane są w profilu lokalnym, a następnie używane są ponownie w celu połączenia się szybciej niż normalnie czy za pomocą standardu V.90.

### Modem na wstrzymaniu
(ang. Modem on Hold) Dzięki temu połączenie z Internetem może zostać tymczasowo przerwane, a następnie ponownie wznowione, co zredukowało liczbę zerwanych połączeń, które często miały miejsce począwszy od 1997 roku.

### PCM
Modulacja impulsów (czyli PCM) zastosowana w owym standardzie umożliwia transmisje cyfrową danych o wysokiej prędkości poprzez analogowe linie telefoniczne. Zapewnia to wysyłanie danych w kierunku ISP z mniejszym opóźnieniem o prędkości 48 kb/s. Poprzednio prędkość ta ograniczona była do sygnału analogowego 33,6 kb/s przy poprzednim standardzie V.90.

### Kompresja V.44
Nowy standard kompresji zastępuje istniejący V.42bis. Zasadniczo pozwala na lepszą kompresję przy przesyłaniu danych (od 10% do 120%). W większości sytuacji poprawa wynosi około 25%.